# Binnenvaartwet
De binnenvaartwet is per 1 juli 2009 de opvolger en vervanger van de Nederlandse binnenschepenwet.
De bedoeling van de wet is de wetgeving te harmoniseren door de bepalingen die betrekking hebben op de toegang tot de markt, de technische staat van het schip, de scheepsmeting, de bemanning, het vaarbewijs, de scheepsnummering en de gegevensverstrekking in een wet bijeen te brengen.
Daarmee wordt mede uitvoering gegeven aan de Herziene Rijnvaartakte met bijbehorende protocollen, benevens aan een groot aantal verordeningen en richtlijnen van de Raad van Europa.

## Regelgeving die op deze wet is gebaseerd
1. Besluit meldingsformaliteiten en gegevensverwerkingen scheepvaart
2. Binnenvaartbesluit
3. Binnenvaartregeling
4. Invoeringsbesluit Waterwet
5. Regeling tarieven Centraal Bureau Rijvaardigheidsbewijzen 2014 en later
6. Regeling tarieven scheepvaart 2005
7. Reglement betreffende het scheepvaartpersoneel op de Rijn (RSP)
8. Scheepsafvalstoffenbesluit Rijn- en binnenvaart
9. Scheepsafvalstoffenregeling Rijn- en binnenvaart